# Major League Lacrosse

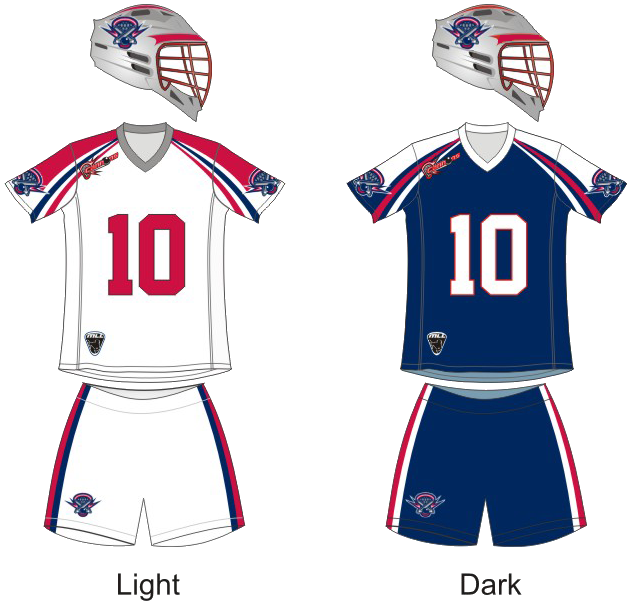
Stroje drużyny Boston Cannons.

Major League Lacrosse (w skrócie MLL) to profesjonalna liga lacrosse w Stanach Zjednoczonych. Założona została w 1999 roku, a pierwszy sezon rozgrywek odbył się w 2001 roku. Wybrane mecze ligi są transmitowane w Polsce przez stację telewizyjną ESPN America.
Obecnie w lidze MLL występuje 8 drużyn: Boston Cannons, Long Island Lizards, Charlotte Hounds, Chesapeake Bayhawks, Rochester Rattlers, Denver Outlaws, Hamilton Nationals, Ohio Machine, 

## Wyniki finałów ligi MLL
- 2001 Long Island Lizards 15 — 11 Baltimore Bayhawks
- 2002 Baltimore Bayhawks 21 — 13 Long Island Lizards
- 2003 Long Island Lizards 15 — 14 Baltimore Bayhawks
- 2004 Philadelphia Barrage 13 — 11 Boston Cannons
- 2005 Baltimore Bayhawks 15 — 9 Long Island Lizards
- 2006 Philadelphia Barrage 23 — 12 Denver Outlaws
- 2007 Philadelphia Barrage 16 — 13 Los Angeles Riptide
- 2008 Rochester Rattlers 16 — 6 Denver Outlaws
- 2009 Toronto Nationals 10 — 9 Denver Outlaws
- 2010 Chesapeake Bayhawks 13 — 9 Long Island Lizards
- 2011 Boston Cannons 10 — 9 Hamilton Nationals
- 2012 Chesapeake Bayhawks 16 — 6 Denver Outlaws